# Gonzalo García (ballerino)
Gonzalo García (Saragozza, 1980) è un ex ballerino spagnolo naturalizzato statunitense.
È stato primo ballerino del San Francisco Ballet e del New York City Ballet.

## Biografia
Nato a Saragozza, Gonzalo García ha cominciato a studiare danza alla scuola di Maria de Avila. All'età di quindici anni è diventato il più giovane vincitore del Prix de Lausanne e ha vinto una borsa di studio per la San Francisco Ballet School. Due anni più tardi il direttore artistico della compagnia, Helgi Tómasson, gli ha offerto la possibilità di unirsi al San Francico Ballet, ma García ha chiesto e ottenuto di continuare a perfezionarsi per un altro anno prima di fare il suo esordio ufficiale sulle scene.
Nel 1998, all'età di diciotto anni, si è unito al corpo di ballo del San Francisco Ballet, dove ha avuto una rapida carriera: nel 2000 è stato promosso al rango di solista e nel 2002, all'età di ventidue anni, a quello di primo ballerino. In questa veste ha danzato tutti i maggiori ruoli della compagnia, tra cui Albrecht in Giselle, Romeo in Romeo e Giulietta ed è stato il primo interprete del Principe ne Lo schiaccianoci coreografato da Tomasson. Nel 2004 ha danzato come ospite del New York City Ballet nel Ballo della Regina messo in scena per il centenario di George Balanchine. Nel maggio del 2007 ha lasciato il San Francisco Ballet dopo una rappresentazione di Don Chisciotte, in cui ha danzato il ruolo di Basilio.
Nell'ottobre del 2007 si è unito al New York City Ballet come primo ballerino. All'interno della compagnia ha danzato i maggiori ruoli maschili del repertorio, tra cui Apollo nell'Apollon musagete, Frantz in Coppélia, Albrecht in Giselle, il Cavaliere nello Schiaccianoci di Balanchine, Tebaldo nel Romeo e Giulietta di Peter Martins, il Principe Désiré ne La bella addormentata, Siegfried ne Il lago dei cigni di Martins e James ne La Sylphide. Inoltre ha danzato coreografie originali di Justin Peck, Aleksej Ratmanskij e Christopher Wheeldon. Ha dato il suo addio alle scene nel febbraio 2022, ma è rimasto con il New York City Ballet in qualità di direttore del repertorio. 
È sposato con l'ex ballerino Ezra Hurwitz dal 2020.